# Хувара
Хувара (араб. حُوّارة‎) — палестинский город, расположенный в мухафазе Наблус на севере Западного берега Иордана, к югу от города Наблус (Шхем), на шоссе 60, соединяющем его с Рамаллой и Иерусалимом. По данным Центрального статистического бюро Палестины, в 2024 году в городе проживает 7539 человек.

## История
Иногда Хувара отождествляется с Бет-Хороном. В XII и XIII веках в Хаваре проживали мусульмане.

### Османский период
Деревня была включена в состав Османской империи в 1517 году со всей Палестиной, а в 1596 году она появилась в налоговых регистрах как находящаяся в Нахия Джебель-Кубала. В ней проживало 87 семей, все мусульмане. Жители села платили фиксированный налог в размере 33,3 % на различные продукты, такие как пшеница, ячмень, яровые культуры, оливки, козы и ульи, а также пресс для оливок или винограда, в дополнение к «случайным доходам»; всего 14 000 акче.
В 1838 году Робинсон описал Хувару как «большую и старую деревню».
В 1850-х годах османские правители вывели своих солдат из района (для использования в Крымской войне) и, между различными палестинскими фракциями вспыхнула открытая враждебность. В 1853 году Хувара вступила в бой с соседними деревнями, в результате погибли десять мужчин и семь женщин.
Виктор Герен посетил деревню в 1870 году. Он нашёл деревню, (который он называл Хауара), с населением около 800 человек и разделением на два района, каждый из которых управлялся шейхом.
В 1882 году PEF в Обзоре Западной Палестины описал Хувару как деревню «из камня и грязи у подножия Гризим, прямо над главной дорогой. Она имеет вид древности и охватывает значительную территорию».

### Период британского мандата
В ходе переписи населения Палестины 1922 года, проведенной властями Британского мандата, население Хувара составляло 921 человек, все мусульмане, немного увеличившись по данным переписи 1931 года, где в Хуваре (вместе с меньшим по площади поселением Бир-Куза) было 240 занятых домов и 955 жителей, также все мусульмане.
В 1945 году, согласно официальному обследованию земель и населения, в Хуваре проживало 1300 человек, все мусульмане; площадь составляла 7 982 дунамами земли . Из них 607 дунамов были плантациями и орошаемыми землями, 4858 использовались для выращивания зерновых, а 129 дунамов были застроенными (городскими) землями.
Первая начальная школа была открыта в 1947 году. Начальные и средние школы Хувара до настоящего времени обслуживает детей из соседних деревень.

### Иорданская эпоха
В ходе арабо-израильской войны 1948 года, Хувара, как и весь Западный берег реки Иордан, была оккупирована и затем аннексирована Иорданией 24 апреля 1950 года. Первая начальная школа была преобразована в среднюю в 1962 году. Первая женская начальная школа была открыта в 1957 году.
Иорданская перепись 1961 года выявила 1966 жителей.

### После 1967 года
После 1967 года Шестидневной войны Хувара находится под израильской оккупацией. Согласно Соглашениям Осло 1995 года, 38 процентов Хувары стали «территорией B», А 62 процента — «территорией C».
Согласно Applied Research Institute–Jerusalem, Израиль конфисковал 282 дунама земли Хувара для израильского поселения в Ицхар.

### В XXI веке
Осенью 2000 г., вскоре после начала Второй интифады, к северу от Хувары был установлен контрольно-пропускной пункт «Хувара», один из израильских КПП вокруг Наблуса (Шхема). КПП собирались демонтировать в 2011 году, чтобы облегчить передвижение между ним и Рамаллой. Однако, по данным на декабрь 2015 года КПП сохранился.
Расположение города на главной дороге (шоссе 60), используемой как израильтянами из четырёх израильских поселений, так и палестинскими арабами, является определяющим фактором жизни в Хуваре. В городе есть много предприятий, расположенных на дороге. Автомобили евреев, вынужденных проезжать через Хувару, периодически подвергаются закидыванию камнями и обстрелам палестинскими террористами. В городе многократно происходили теракты против граждан Израиля с огнестрельным и холодным оружием, а также путём наезда автомобилем.
В этой связи 2020 г. Израиль принял решение о строительстве объездной дороги вокруг Хувары; планируется открыть её в конце 2023 г.

## Теракты и инциденты, связанные с палестино-израильским конфликтом

### Теракты против евреев и граждан Израиля
18 мая 2017 года автомобиль израильского поселенца из Итамар, проезжавший через Хувару, был блокирован толпой, забрасывавшей его камнями. Водитель применил пистолет, убив одного из нападавших и ранив второго человека в толпе, который оказался фотографом Ассошиэйтед Пресс.
24 мая 2022 г. в результате забрасывания камнями движущихся автомобилей возле Хувары были ранены трое израильских евреев (двое получили ранения средней тяжести, один — лёгкое).
22 сентября 2022 г. в результате теракта с использованием автомобиля в Хуваре был ранен израильский солдат.
2 декабря 2022 г. в результате теракта с ножом были ранены двое сотрудников МАГАВ; террорист пытался отобрать у одного из них автомат, но был застрелен. Наличие чёткого видео этой сцены не помешало спецкоординатору ООН по мирному процессу на Ближнем Востоке Тору Веннесланду выразить сочувствие семье нападавшего. При этом представитель ООН назвал террористическое нападение с ножом и попытку завладения автоматом «потасовкой» и «ужаснулся» открытию огня защищавшимися полицейскими, что вызвало резкий протест со стороны Израиля.
26 февраля 2023 г. в Хуваре застрелены террористом двое евреев — братьев 22 и 19 лет.
19 марта 2023 г.: в результате обстрела террористом проезжавшего через Хувару автомобиля пострадали двое граждан Израиля (муж ранен, жена в шоковом состоянии).
25 марта 2023 г.: в результате обстрела террористами в Хуваре ранены двое сотрудников сил безопасности Израиля.
4 мая 2023 года в Хуваре террористка с ножом ранила израильского солдата, была нейтрализована ответным огнём и увезена в Наблус (Шхем) скорой помощью «Красного полумесяца».
5 мая 2023 года в Хуваре в результате метания арабами камней в еврейские автомобили водительница, находившаяся на позднем этапе беременности, потеряла управление машиной, которая в результате перевернулась. Женщина была эвакуирована из перевёрнутого автомобиля силами армии и доставлена в больницу.
22 мая 2023 г. в Хуваре арабский террорист протаранил израильского солдата автомобилем и скрылся в направлении Наблуса (Шхема).
7 июня 2023 года возле Хувары террорист обстрелял машину жителя Шомрона, ехавшего домой. В автомобиль попало 12 пуль, но водителю посчастливилось избежать огнестрельного ранения, он продолжил движение и спасся, получив лёгкие ранения от осколков разбитого стекла.
19 августа 2023 года в Хуваре на автомойке арабским террористом были убиты два посетителя-еврея из Ашдода: Шай Сайлас Нигаркер (60 лет) и его сын Авиад Нир (28 лет).
12 сентября 2023 года в Хуваре был обстрелян автомобиль двух проезжавших через город израильтян; они получили ранения осколками стекла, потребовавшие хирургического вмешательства.
5 октября 2023 г. в Хуваре арабский террорист обстрелял из пистолета родителей с полуторагодовалым ребёнком, находившихся в машине, притормозившей в пробке; спасая семью, водитель выехал на встречную полосу движения. Террорист бежал за машиной, продолжая стрельбу, но водителю удалось уехать. В ходе последовавших ночью столкновений поселенцев с арабами, трое израильтян получили ранения в результате забрасывания камнями.

### Нападения израильских поселенцев
Хувара часто становится целью атак возмездия «Таг мехир» еврейских поселенцев, подвергающихся аналогичным атакам со стороны палестинцев.

#### В 2010-2014 гг.
По данным Международного ближневосточного медиацентра (IMEMC), в апреле 2010 года поселенцы подожгли три палестинских автомобиля в Хуваре, а 27 февраля 2011 года бросили коктейли Молотова в один из домов. В марте 2012 года поселенцы нарисовали граффити в виде «звезды Давида» на мечети. В марте 2013 года, через несколько часов после убийства террористом Эвиатара Боровски из Ицхара на перекрёстке Тапуах, еврейские поселенцы обрушились на Хувару, забросав камнями автобус, перевозивший палестинских школьниц, разбив ветровое стекло и ранив водителя.
В октябре 2014 года от пожара пострадали палестинские сельскохозяйственные земли; сгорело более сотни оливковых деревьев между деревней Хавара и поселением Ицхар. Хотя причина пожара оспаривается, мэр Хувары утверждал, что пожар устроили люди в масках из близлежащего Ицхара и других поселений, а израильские военные не позволяли палестинцам добраться туда для тушения пожара. Позже израильские силы безопасности позволили гражданской обороне из соседней палестинской деревни Бурин потушить пожар, но, по заявлению местных жителей, только после того, как он распространился на ещё большую территорию.

#### В 2022-2023 гг.
Вечером 24 января 2022 года израильские поселенцы атаковали Хувару; около 30 молодых людей приехали колонной автомобилей со стороны перекрестка Тапуах, въехали в деревню и забрасывали камнями машины и витрины магазинов. В итоге легкие ранения получили трое палестинцев, один из них — ребёнок.
26 февраля 2023 года, после убийства в Хуваре двух евреев, город подвергся нападению сотен израильских поселенцев, которые подожгли 30 домов и автомобилей. При этом был застрелен 37-летний палестинский араб, и ещё около ста получили телесные повреждения. Израильскую армию критиковали за провал в предотвращении и пресечении насилия. Израильский командующий на Западном берегу генерал-майор Иегуда Фукс заявил, что армия не была готова к серьёзности нападения на Хувару, назвав его «погромом, устроенным преступниками». После нападения министр финансов Израиля Бецалель Смотрич заявил: «Я думаю, что деревню Хувара необходимо стереть с лица земли. Я думаю, что это должно сделать Государство Израиль». Впоследствии он извинился и назвал свой призыв неуместным. Глава правительства Нетаньяху и глава оппозиции Лапид осудили нападение на Хувару, а депутат от партии Авода Яир Финк собрал среди граждан Израиля свыше 1 772 000 шекелей (около 0,5 млн долларов) для её жителей.
20 июня 2023 года, после теракта с убийством 4 евреев, еврейские поселенцы вновь атаковали Хувару, причинили телесные повреждения её жителям и сожгли легковой автомобиль.
5 октября 2023 года, в один из дней праздника Суккот, вскоре после обстрела палестинским террористом проезжавшей через Хувару еврейской семьи, израильские поселенцы в ответ установили в Хуваре свой праздничный шалаш (сукку). Последовали столкновения с местными жителями; 19-летный араб, метавший камни и бетонные блоки в израильские машины, был застрелен военными.

### Другие инциденты
Многократно отмечалась практика рисования жителями Хувары граффити со свастиками как в самом городке, так и за его пределами.
После вторжения 7 октября 2023, ставшего крупнейшим терактом за всю истории Израиля, пиццерия в Хуваре разместила рекламу с издевательским изображением пожилой еврейки, пережившей Холокост и недавно захваченной в заложники палестинскими террористами из Газы. Пиццерия была вскоре снесена бульдозером ЦАХАЛ.